# Ahmed Hassan
Ahmed Hassan (àrab: أحمد حسن)  (Maghagha, 2 de maig de 1975) és un exfutbolista egipci de la dècada de 2000.
Fou internacional amb la selecció d'Egipte.
Pel que fa a clubs, destacà a Gençlerbirliği, Beşiktaş JK i Anderlecht.